# Manciano
Manciano is een gemeente in de Italiaanse provincie Grosseto (regio Toscane) en telt 7207 inwoners (31-12-2004). De oppervlakte bedraagt 371,4 km², de bevolkingsdichtheid is 19 inwoners per km².
De volgende frazioni maken deel uit van de gemeente: Marsiliana, Montemerano, Poderi di Montemerano, Poggio Capanne, Poggio Murella, San Martino sul Fiora, Saturnia.
Het indrukwekkende fort in de plaats dateert uit de vijftiende eeuw.

## Demografie
Manciano telt ongeveer 3309 huishoudens. Het aantal inwoners daalde in de periode 1991-2001 met 3,8% volgens cijfers uit de tienjaarlijkse volkstellingen van ISTAT.
| Jaar | Inwoneraantal |
| ---- | ------------- |
| 1991 | 7145          |
| 2001 | 6871          |

## Geografie
De gemeente ligt op ongeveer 444 meter boven zeeniveau.
Manciano grenst aan de volgende gemeenten: Canino (VT), Capalbio, Ischia di Castro (VT), Magliano in Toscana, Montalto di Castro (VT), Orbetello, Pitigliano, Roccalbegna, Scansano, Semproniano, Sorano.